# أمبروز شيندلر
أمبروز شيندلر (بالإنجليزية: Ambrose Schindler)‏ هو لاعب كرة قدم أمريكية أمريكي، ولد في 1925 في Mission Hills, San Diego ‏ في الولايات المتحدة.

## وصلات خارجية
- أمبروز شيندلر على موقع IMDb (الإنجليزية)
- أمبروز شيندلر على موقع قاعدة بيانات الفيلم (الإنجليزية)